# 黃和娘
黃和娘（生卒年不詳）為台灣鄭氏王朝東寧潮文王鄭經的側室夫人、為東寧末代國君鄭克塽的生母。

## 生平
郁永河的《裨海紀遊》記載了有關黃和娘曾經在「東寧之變」中，間接促成延平王世孫監國鄭克𡒉被董王妃與鄭氏宗室鄭聰等人活捉的過程。
最後，這個舉動也間接使和娘的親生骨肉鄭克塽得以登上延平王王位。南明永曆三十七年（1683年），大清於澎湖海戰中擊敗了鄭家軍，鄭氏降於清。鄭氏宗室、貴族僚屬，舉國西渡唐山，和娘亦隨。